# 杨守其先生故居
杨守其先生故居，位于中国云南省丽江市古城区大研街道五一街兴仁下段27号，建于民国三十六年（1947年）。
2011年3月9日，杨守其先生故居公布为县级文物保护单位。